# NGC 7723
NGC 7723 este o galaxie spirală situată în constelația Vărsătorul. A fost descoperită în 27 noiembrie 1785 de către William Herschel. Se află la o distanță de 30,62 de megaparseci de Pământ.